# 里德基夫
50°18′14″N 25°11′37″E / 50.30389°N 25.19361°E
里德基夫（烏克蘭語：Рідків），是烏克蘭西北部的村莊，隸屬里夫內州的杜布諾區。該村始建於1566年，面積1.58平方公里，海拔高度205米，2001年人口539，人口密度每平方公里341.4人。